# 거익창
거익창(居益昌, ? ~ 기원전 54년)은 전한 후기의 관료이다.

## 행적
아버지 거옹의 뒤를 이어 상성후(湘成侯)에 봉해졌다.
오봉 4년(기원전 54년), 구진태수 재임 중 몰래 코뿔소·노비를 팔아넘겨 백만 전 이상을 편취한 죄로 주살되었다.

## 출전
- 반고, 《한서》 권17 경무소선원성공신표

| 선대 아버지 거옹 | 전한의 상성후 ? ~ 기원전 54년 | 후대 (봉국 폐지) |